# (87) Сильвия
(87) Си́львия (лат. Sylvia) — тройной астероид главного пояса, который принадлежит к семейству Кибелы. Открыт 16 мая 1866 года английским астрономом Норманом Погсоном в Мадрасской обсерватории и назван в честь Реи Сильвии, — матери братьев Ромула и Рема, легендарных основателей Рима, в честь которых названы спутники астероида. По другой версии назван в честь жены популяризатора астрономии Камиля Фламмариона.

Орбита астероида Сильвия и его положение в Солнечной системе
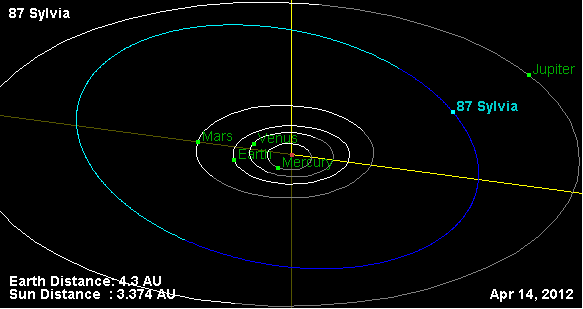
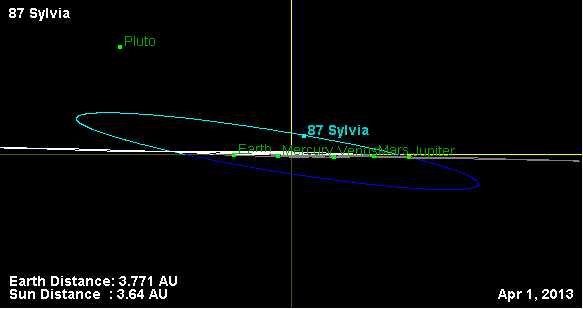

## Физические характеристики
Сильвия представляет собой тёмный астероид с низким альбедо поверхности, что говорит о наличии в ней силикатов, богатых углеродом и органическими веществами. С открытием у Сильвии спутников стало возможным произвести оценку массы и плотности астероида, которые дали неожиданно низкие результаты. Оказалось, что средняя плотность астероида ненамного превышает плотность воды и составляет 1,2 г/см³, что в свою очередь свидетельствует о высокой степени пористости этого тела. Так, в зависимости от состава пород, пустоты могут занимать 25 % — 60 % от всего объёма астероида. Минералогия X-класса изучена недостаточно хорошо, чтобы дать более точную оценку пористости. По имеющимся данным Сильвия не является монолитным телом, а представляет собой так называемую «кучу щебня» — скопление разной величины обломков, механически не связанных между собой и держащихся вместе только за счёт гравитации. Возможно, что такая структура астероида, как и наличие у него спутников, образовалась в результате столкновения первоначального астероида с другим телом с их последующим разрушением, после которого часть обломков снова собралась в единое тело, а часть образовала спутники. Сильвия имеет довольно вытянутую форму, которая может быть обусловлена быстрым вращением (происходящим по короткой оси), порядка 45 м/с на экваторе, что соответствует периоду в 5 часов и 11 минут. Такая скорость также может быть следствием пережитого астероидом столкновения.

## Спутниковая система
У Сильвии есть два спутника: Ромул S/2001 (87) и Рем S/2004 (87), названные в честь легендарных братьев — основателей Рима.
Первый спутник (внешний), Ромул, был обнаружен 18 февраля 2001 года американскими астрономами Майклом Брауном и Жан-Люком Марго с помощью телескопа обсерватории Кека на Гавайях. Он имеет 18 км в диаметре и обращается вокруг Сильвии за 3,6496 ± 0,0007 суток по орбите с радиусом 1356 ± 5 км.
Второй спутник (внутренний), Рем, был обнаружен три года спустя — 9 августа 2004 года — французскими астрономами Франком Маршисом из университета Беркли, Паскалем Дешампсом, Даниэлем Хештроффером и Джеромом Бертьером из Парижской обсерватории. Он имеет 7 ± 2 км в диаметре и обращается вокруг Сильвии за 1,3788 ± 0,0007 суток по орбите с радиусом 706 ± 5 км.
Вполне возможно, что спутники Сильвии, как и она сама, являются «кучами щебня», собравшимися из обломков, выброшенных на орбиту вокруг астероида в результате столкновения, и затем собравшихся в единое тело. Но в любом случае, не стоит исключать возможности обнаружения дополнительных более мелких спутников.
При наблюдении с поверхности Сильвии оба спутника имеют угловые размеры даже большие чем у земной Луны. Так, у более крупного Ромула, внешнего спутника, угловой размер составляет 0,89°, а у более мелкого Рема, внутреннего спутника — 0,78°. Поскольку форма Сильвии далека от сферической, эти размеры могут меняться на 10 % в зависимости от точки на поверхности астероида, в которой будет находиться наблюдатель. С самих же спутников угловые размеры Сильвии будут составлять: с внутреннего спутника (Рема) — 30°×18°, а угловые размеры видимого с той же точки Ромула — всего 0,50° — 1,59°; в то же время с внешнего спутника (Ромула) её угловые размеры будут чуть меньше и составят 16°×10°, угловые размеры Рема, видимого с Ромула, — только 0,19° и 0,62°.
Поскольку оба спутника движутся примерно по круговым орбитам и приблизительно в одной плоскости, то регулярно раз в 2,2 дня они проходят рядом или даже затмевают друг друга. Раз в 6,52 года за счёт этих спутников на Сильвии могут происходить солнечные затмения: угловой диаметр Солнца с орбиты астероида составляет всего 0,15°, против угловых размеров в 0,89° и 0,78° у Ромула и Рема соответственно.